# Open 13 2003
L'Open 13 2003 è stato un torneo di tennis giocato sul cemento indoor.
È stata la 11ª edizione dell'Open 13,che fa parte della categoria International Series nell'ambito dell'ATP Tour 2003.
Si è giocato al Palais des Sports di Marsiglia in Francia,
dal 10 febbraio 17 febbraio 2003.

## Campioni

### Singolare
Roger Federer ha battuto in finale  Jonas Björkman con il punteggio di 6–2, 7–6(6).

### Doppio
Sébastien Grosjean /  Fabrice Santoro hanno battuto in finale  Tomáš Cibulec /  Pavel Vízner con il punteggio di 6–1, 6–4.